# إرلند هولم
إرلند هولم (بالنرويجية البوكمول: Erlend Holm)‏ هو لاعب كرة قدم نرويجي في مركز الوسط، ولد في 17 مايو 1983 في أوليسوند في النرويج. شارك مع منتخب النرويج تحت 20 سنة لكرة القدم ومنتخب النرويج تحت 21 سنة لكرة القدم. أما مع النوادي، فقد لعب مع نادي أوليسوند.

## وصلات خارجية
- إرلند هولم على موقع اتحاد النرويج (النرويجية)
- إرلند هولم على موقع قاعدة بيانات كرة القدم.إي يو (الإنجليزية)